# Военный ординариат Чили
Военный ординариат Чили (исп. Obispado Castrense de Chile) — военный ординариат Римско-Католической Церкви, действующий в Чили. Военный ординариат Чили, подчиняясь непосредственно Святому Престолу, обеспечивает пастырское окормление военнослужащих чилийской армии и их семей. Кафедральным собором военного ординариата Чили является церковь Пресвятой Девы Марии Кармельской в Сантьяго-де-Чили.

## История
В XIX веке военные капелланы, обслуживающие чилийских военнослужащих, в большинство своём были иностранными гражданами, что препятствовало нормальному функционировании института военного капелланства. 3 мая 1910 года Римский папа Пий X издал бреве In hac Beatissimi, которым учредил военный викариат в Чили. До создания этой церковной структуры пастырское попечение чилийских военнослужащих было поручено архиепископу архиепархии Арекипы.
17 марта 1986 года в Сантьяго-де-Чили был освящён собор Пресвятой Девы Марии Кармельской.
21 июля 1986 года Римский папа Иоанн Павел II издал буллу Spirituali militum curae, которой возвёл военный викариат Чили до уровня отдельной епархии.
В настоящее время военный ординариат Чили подразделяется на четыре отдельных структуры для армии, флота, ВВС и полиции. Ординарий военного ординариата Чили имеет звание бригадного генерала.

## Ординарии военного ординариата
- Rafael Edwards Salas (27.05.1910 — 5.08.1938);
- José Luis Fermandois Cabrera (8.08.1938 — 18.08.1941);
- Carlos Labbé Márquez (18.08.1941 — 17.10.1941);
- Julio Tadeo Ramírez Ortiz (17.10.1941 — 10.06.1942);
- Teodoro Eugenín Barrientos (20.06.1942 — 21.12.1959);
- Francisco Xavier Gillmore Stock (16.10.1959 — 26.11.1983);
- José Joaquín Matte Varas (26.11.1983 — 31.01.1995);
- Gonzalo Duarte García de Cortázar (31.01.1995 — 4.11.1999);
- Pablo Lizama Riquelme (4.01.1999 — 27.02.2004);
- Juan Barros Madrid (9.10.2004 — 10.01.2015 — назначен епископом Осорно);
  - Fernando Natalio Chomalí Garib (10.01 — 7.07.2015) (апостольский администратор);
- Santiago Jaime Silva Retamales (7.07.2015 — 23.12.2020 — назначен епископом Вальдивии);
- Pedro Mario Ossandón Buljevic (28 октября 2021 — по настоящее время).

## Источник
- Annuario Pontificio, Ватикан, 2007.
- Бреве In hac Beatissimi, AAS 2 (1910), стр. 501
- Булла Spirituali militum curae